# Videojuego casual

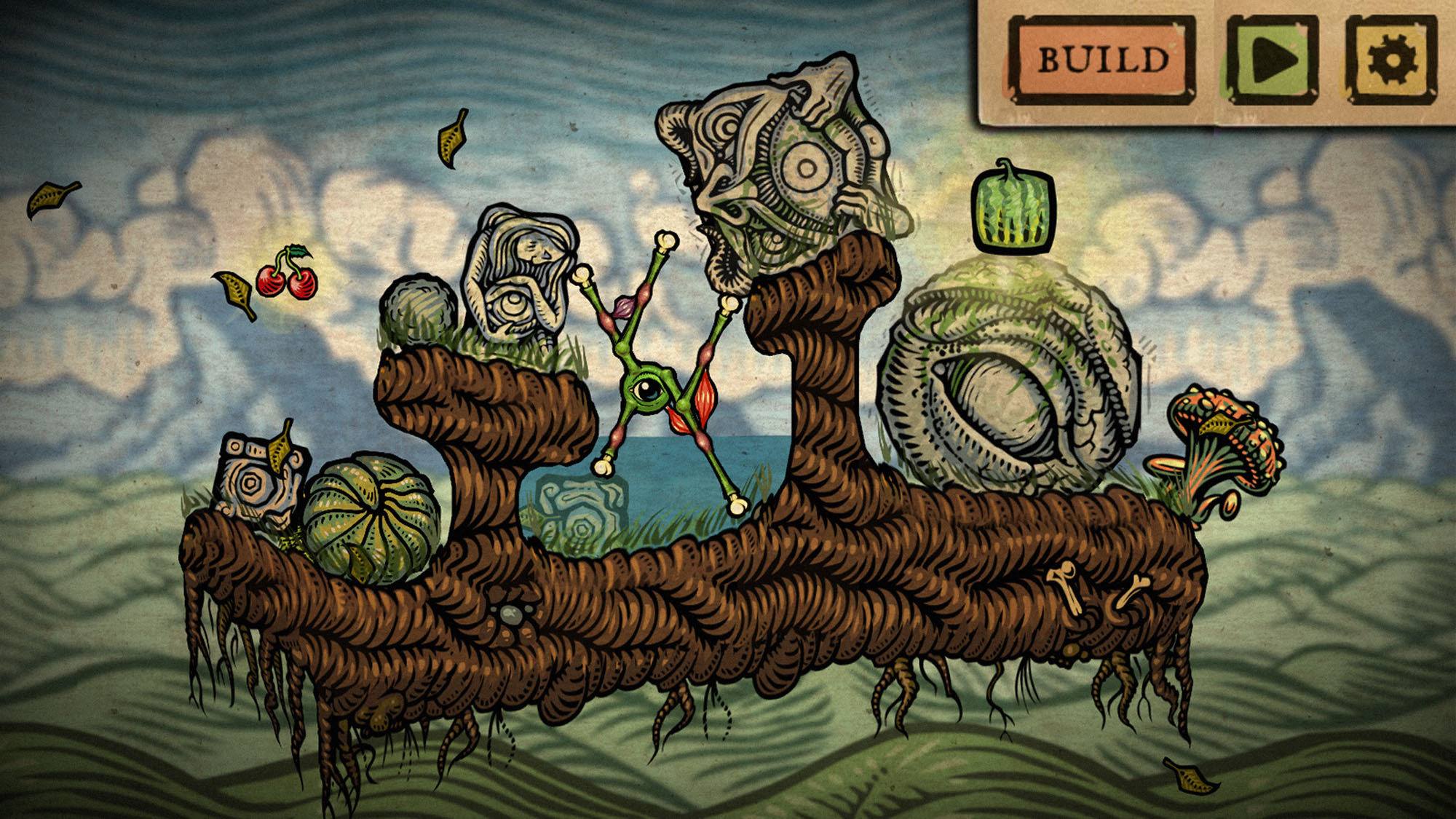
Un videojuego casual es un videojuego dirigido a un público principal de jugadores casuales. Los videojuegos casuales pueden tener cualquier tipo de mecánica de juego y ser clasificados dentro de cualquier otro género.

Un videojuego casual es un videojuego dirigido a un público principal de jugadores casuales. Los videojuegos casuales pueden tener cualquier tipo de mecánica de juego y ser clasificados dentro de cualquier otro género. Son típicamente distinguibles por sus reglas simples y que no requieren excesivo compromiso en contraste con la mayoría de juegos, más complejos. No requieren dedicación de tiempo a largo plazo o habilidades especiales para jugar y, comparativamente, los costes de distribución y de producción son más bajos para el productor.
Los videojuegos casuales eran comúnmente jugados en un PC de manera en línea en un navegador web, aunque hoy en día es común jugarlos en todo tipo de dispositivos digitales como videoconsolas, móviles, teléfonos inteligentes, PDAs o tabletas. Antes, los jugadores casuales solían ser de mayor edad que los jugadores de otro tipo de videojuegos, normalmente de género femenino, con un 74% de ellos siendo de género femenino. Actualmente se ha expandido a todo tipo de edades debido a su integración en videoconsolas y teléfonos inteligentes.

## Géneros
No hay una clasificación precisa a la hora de hablar de videojuegos casuales en la industria moderna de los videojuegos. Esto puede ser explicado por las sencillas ideas que forman la base de estos juegos así como por la cantidad de géneros que se mezclan en cada título. De acuerdo con Big Fish Games, distribuidor y desarrollador de videojuegos casuales, y Gamezebo, game review site, el común de los títulos más populares se podrían clasificar en alguno de estos siete géneros para videojuegos casuales:
- Videojuego de puzles: (Tales como Brain Teaser, Match 3, Marble Popper): Bejeweled series, Collapse! series, Luxor series,...

- Videojuego de objetos ocultos: Mystery Case Files series, Mortimer Beckett series, Hidden Expedition series,...

- Videojuego de aventuras: Dream Chronicles (series), Aveyond, Nancy Drew series...

- Videojuego de estrategia: (Tales como Time Management): Diner Dash, Delicious series, Cake Mania series,...

- Videojuego de arcade y acción: Plants vs. Zombies, Peggle, Feeding Frenzy,...

- Videojuegos de palabras, vocabulario y diccionario & Videojuegos de Trivial y Conocimientos: Bookworm, Bookworm Adventures series, Bonnie's Bookstore,...

- Videojuegos de cartas, Board & Mahjong game: Slingo Quest, Lottso! Deluxe, Luxor Mahjong,...

Aunque no hay que descartar que cualquiera de los géneros que existen para videojuegos más complejos, se puedan encontrar también presentes en el sector de los videojuegos casual, o que haya títulos que pertenezcan a géneros únicos del sector.

## Jugador de videojuegos casual
Un jugador de videojuegos casual es un tipo de jugador de videojuegos cuyo interés o tiempo dedicado a jugar videojuegos es más reducido en comparación a otras actividades.
Los jugadores casuales pueden englobar a todos aquellos que muestran apenas un interés pasajero en los videojuegos, por lo que es difícil categorizarlos como un grupo. Por esta razón, los juegos que tratan de atraer al jugador casual tienden a luchar con reglas simples y una facilidad de juego, el objetivo es presentar una experiencia de pick-up-and-play que la gente de casi cualquier edad o nivel de habilidad pueda disfrutar.
La demografía de los videojuegos casuales también varia de las de los demás videojuegos, siendo el jugador de videojuegos casuales medio de mayor edad y de género femenino,
con más de un 74% de los compradores de videojuegos casuales siendo de género femenino.